# Lucas Van Gils
Lucas Van Gils (født 15. september 2006 i Brasschaat) er en cykelrytter fra Belgien, der kører for Lotto Development Team. Han er lillebror til cykelrytter Maxim Van Gils.